# Episodi di Hotel (seconda stagione)
La seconda stagione della serie televisiva Hotel, composta da 28 episodi, è stata trasmessa per la prima volta negli Stati Uniti dal 26 settembre 1984 al 21 agosto 1985, posizionandosi al 12º posto nei rating Nielsen di fine anno con il 19,7% di penetrazione e con una media di 16 725 300 telespettatori.
| nº | Titolo originale   | Titolo italiano | Prima TV USA      | Prima TV Italia |
| -- | ------------------ | --------------- | ----------------- | --------------- |
| 1  | Intimate Strangers |                 | 26 settembre 1984 |                 |
| 2  | Flesh and Blood    |                 | 10 ottobre 1984   |                 |
| 3  | Fantasies          |                 | 17 ottobre 1984   |                 |
| 4  | Transitions        |                 | 14 novembre 1984  |                 |
| 5  | Outsiders          |                 | 21 novembre 1984  |                 |
| 6  | Vantage Point      |                 | 5 dicembre 1984   |                 |
| 7  | Ideals             |                 | 12 dicembre 1984  |                 |
| 8  | Final Chapters     |                 | 19 dicembre 1984  |                 |
| 9  | Fallen Idols       |                 | 2 gennaio 1985    |                 |
| 10 | Promises           |                 | 9 gennaio 1985    |                 |
| 11 | Love and Honor     |                 | 16 gennaio 1985   |                 |
| 12 | New Beginnings     |                 | 23 gennaio 1985   |                 |
| 13 | Crossroads         |                 | 30 gennaio 1985   |                 |
| 14 | Anniversary        |                 | 20 febbraio 1985  |                 |
| 15 | Distortions        |                 | 27 febbraio 1985  |                 |
| 16 | Sleeping Dogs      |                 | 6 marzo 1985      |                 |
| 17 | Bystanders         |                 | 13 marzo 1985     |                 |
| 18 | Identities         |                 | 20 marzo 1985     |                 |
| 19 | Images             |                 | 3 aprile 1985     |                 |
| 20 | Skeletons          |                 | 15 maggio 1985    |                 |
| 21 | Illusions          |                 | 29 maggio 1985    |                 |
| 22 | Detours            |                 | 5 giugno 1985     |                 |
| 23 | Resolutions        |                 | 12 giugno 1985    |                 |
| 24 | Obsessions         |                 | 26 giugno 1985    |                 |
| 25 | Lost and Found     |                 | 17 luglio 1985    |                 |
| 26 | Wins and Losses    |                 | 24 luglio 1985    |                 |
| 27 | Passports          |                 | 14 agosto 1985    |                 |
| 28 | Hearts and Minds   |                 | 21 agosto 1985    |                 |